# Kościół Dale w Luster
Kościół Dale w Luster (norweski bokmål Dale Kirke, norweski nynorsk Dale kyrkje) – kościół parafialny w gminie Luster, w okręgu Sogn og Fjordane.
Po raz pierwszy wymieniono parafię w liście biskupa Arne z 1306 r., ale powstanie kościoła datuje się zaś na okres 1220–1250. Kościół jest doskonale zachowany i ma typowy wczesnogotycki angielski styl.
Na południowym portalu znajduje się runiczny napis „Kościół Świętego Mikołaja” (Sankte nikulaus kirkia), i pod takim wezwaniem kościół funkcjonuje obecnie. 
Kościół jest ozdobiony rzeźbami ze steatytu i zachowanymi wnętrzami z okresu średniowiecza. Konstrukcja obejmuje granit w ścianach wnękowych z narożnikami i ramami ze steatytu. Nawa główna i chór są prostokątne. Ganek i wieża kalenicowa nad wejściem na zachodzie zostały zbudowane w 1600 roku. Gotycki portal zachodni, będący niewątpliwą ozdobą i atrakcją świątyni, pochodzi z ok. 1250. W roku 1635 dobudowano wieżę według projektu Wernera Olsena, która nie zachowała się do czasów współczesnych. Obecna wieża powstała w późniejszym okresie. Kościół został odrestaurowany w 1903 r. Pod kierunkiem architekta Jensa Zetlitz Monrada Kiellanda.
Wyposażenie kościoła pochodzi z różnych epok. Z 1200 roku pochodzi krucyfiks oraz chrzcielnica, która jest ze steatytu i ma kształt czterolistnej koniczyny. Ambona jest w stylu renesansowym z XVI wieku, a barokowy ołtarz i tablice pamiątkowe pochodzą z około 1700 roku. Ambona ma wizerunki ewangelistów na bocznych panelach wraz ze scenami Ukrzyżowania z Maryją i Janem Ewangelistą u stóp krzyża, po obu stronach Mojżesza i Jana Chrzciciela. Ściana chóru ozdobiona jest freskami z końca XVI wieku.

## Galeria

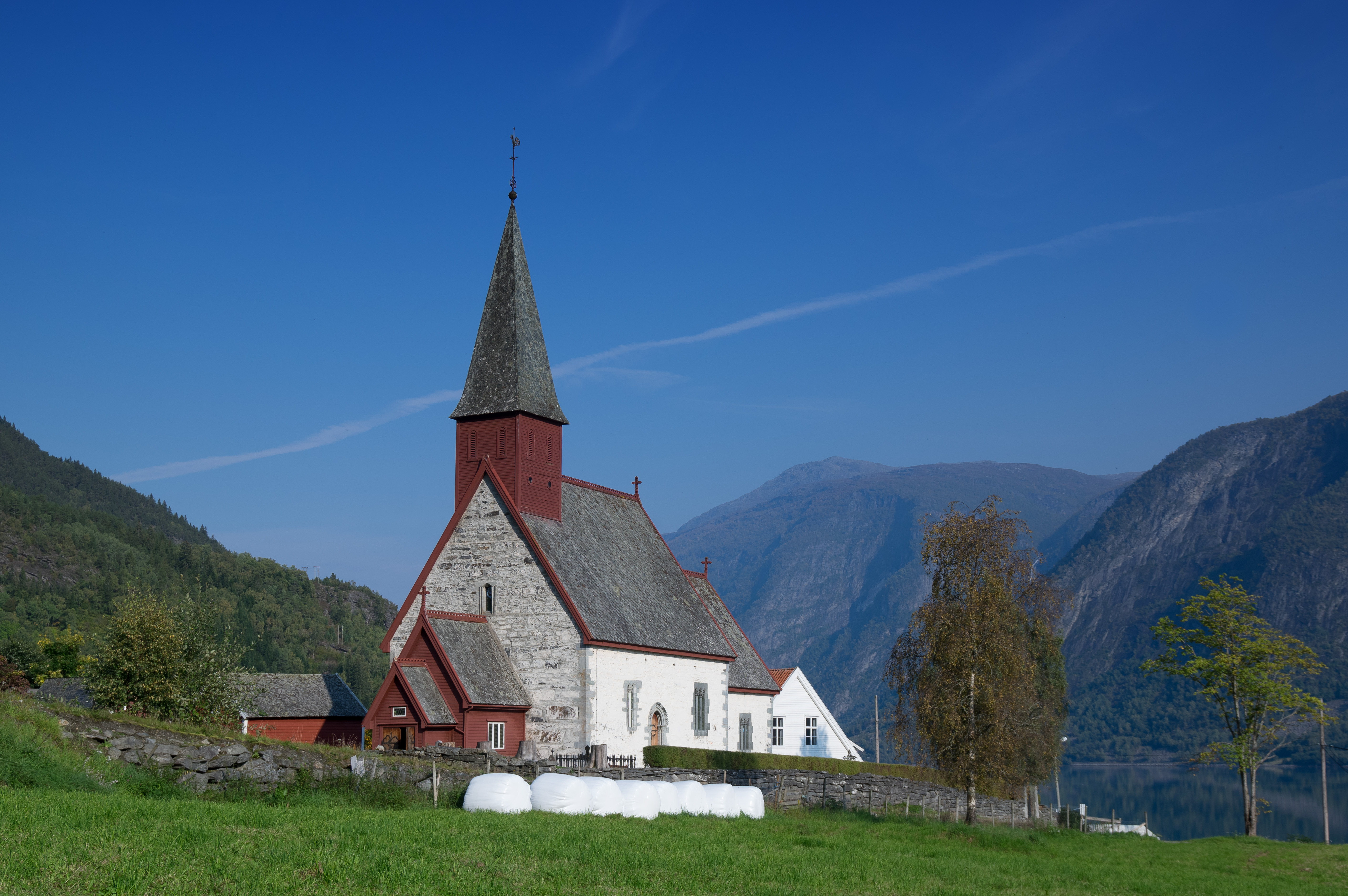
Kościół
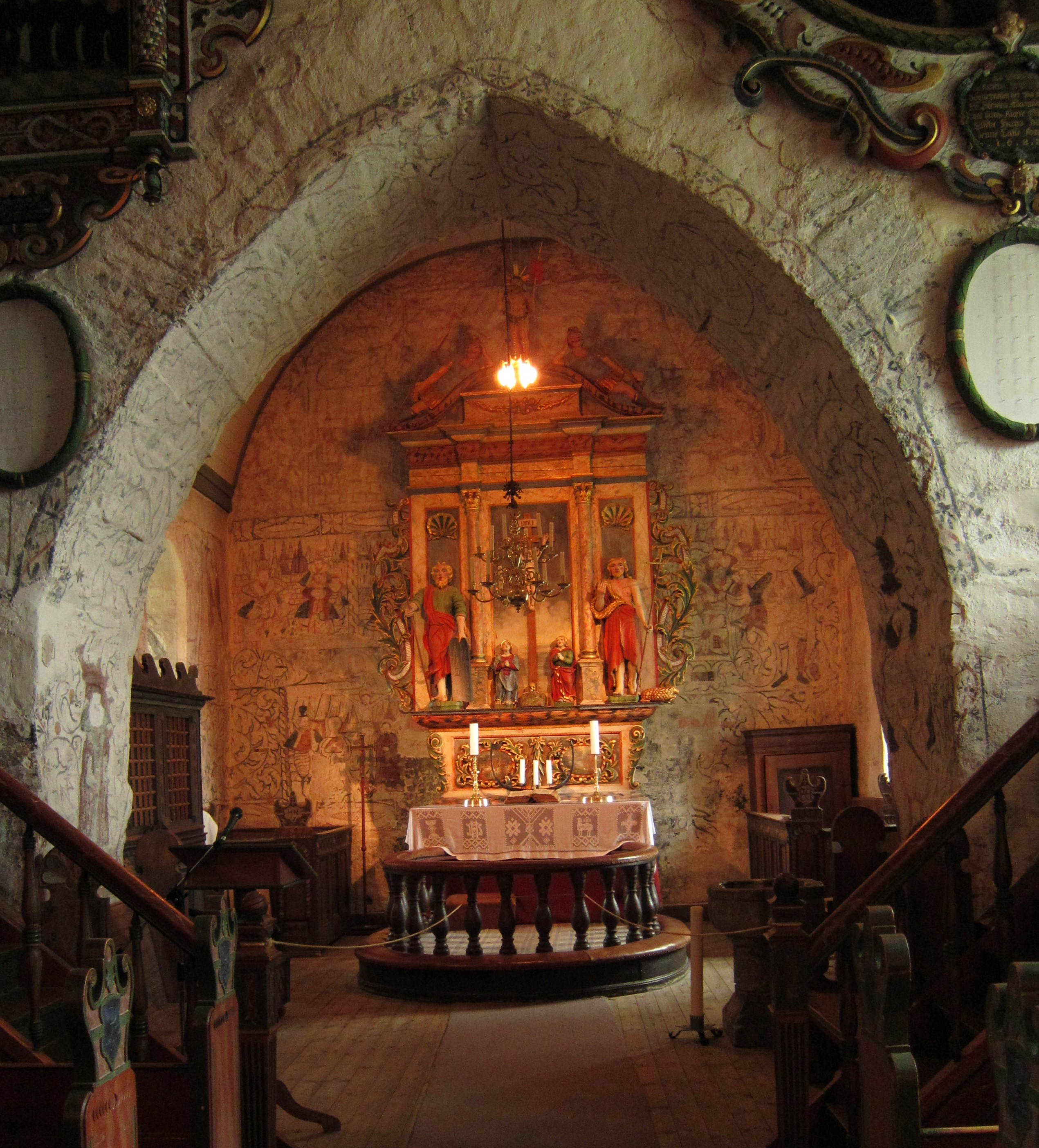
Chór i ołtarz
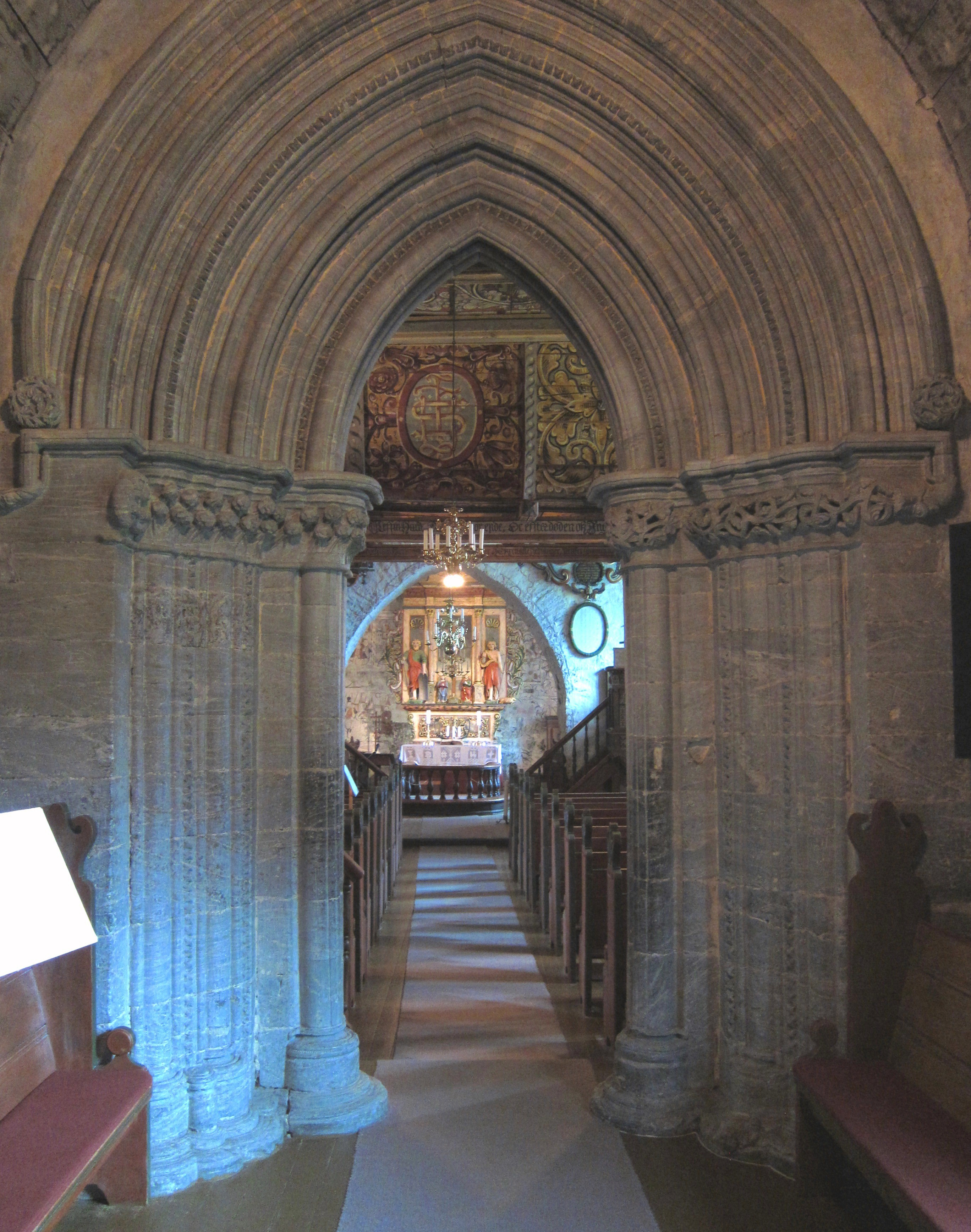
Masywne portale z kamienia
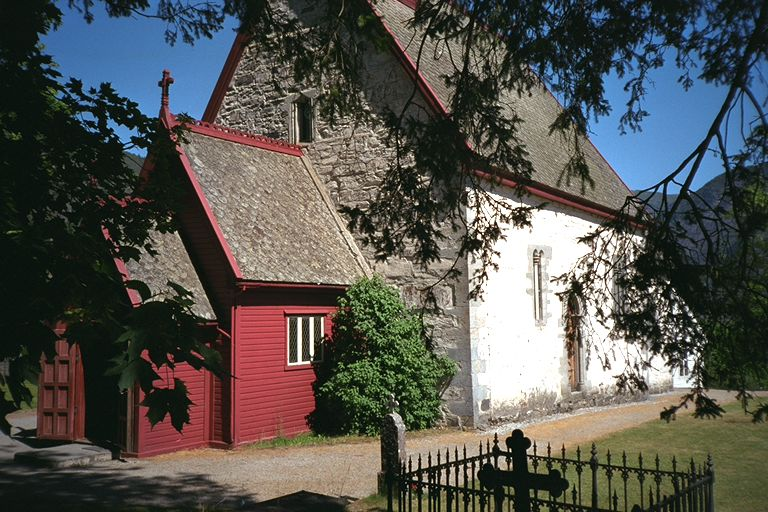
Widok z południowego zachodu
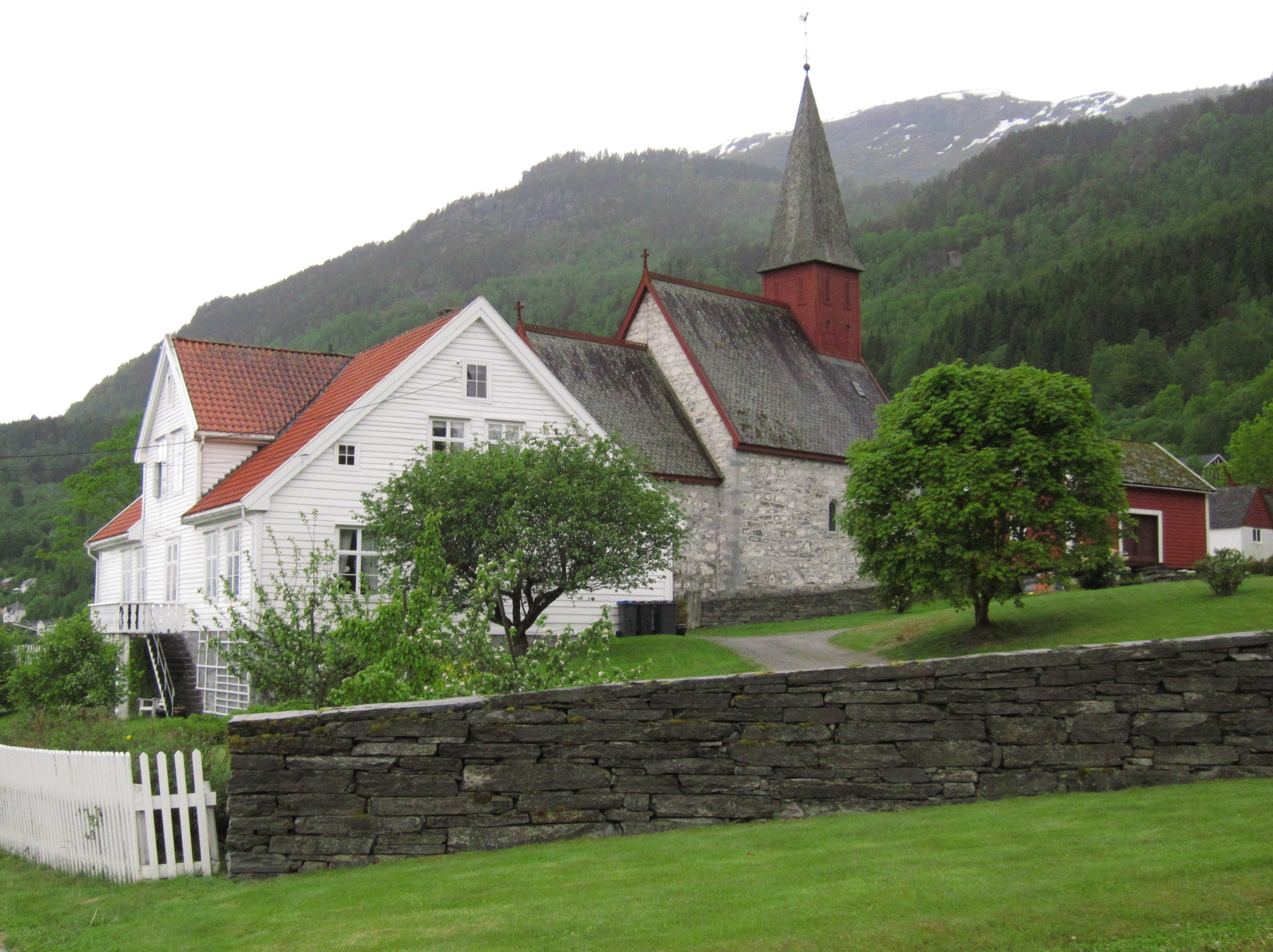
Widok na plebanię i kościół w tle